# Anne Archer
Anne Archer (ur. 25 sierpnia 1947 w Los Angeles) – amerykańska aktorka filmowa, telewizyjna i teatralna, nominowana do Oscara dla najlepszej aktorki drugoplanowej za występ w filmie Fatalne zauroczenie (1987). 

## Życiorys

### Wczesne lata
Urodziła się w Los Angeles w Kalifornii jako córka pary aktorskiej Marjorie Lord (z domu Wollenberg; 1918–2015) i Johna Archera (z domu Ralph Bowman; 1915–1999). Dorastała wraz z bratem Greggiem. Jej rodzina była pochodzenia niemieckiego, angielskiego, szkockiego i czeskiego. 
W 1953, kiedy miała sześć lat, jej rodzice rozwiedli się. Jej ociec w 1956 ożenił się z Ann Leddy, z którą miał dwoje dzieci: syna Johna Archera Jr. i córkę Lisę. W 1968 ukończyła colegio mayor Pitzer College na Claremont Colleges w Claremont na wydziale sztuk teatralnych.

### Kariera
Swoją karierę rozpoczęła w 1970 od gościnnych występów w serialach CBS: Storefront Lawyers z Robertem Foxworth, Davidem Arkinem i Sheilą Larken oraz Hawaii Five-O z Jackiem Lordem i Lloydem Bochnerem. W 1971 zdobyła tytuł Miss Złotych Globów. Po debiucie w komedii Rodeo życia (The Honkers, 1972) u boku Jamesa Coburna jako Deborah Moon, swoją pierwszą ważną rolę filmową jako Crazy Hollister zagrała w komedii Cancel My Reservation (1972) z udziałem Boba Hope’a. Następnie trafiła do obsady dramatu sportowego o bokserze Amerykański chłopak (The All-American Boy, 1973) u boku Jona Voighta, dramatu Daniela Petrie Lifeguard (1976) w roli Cathy, szkolnej sympatii głównego bohatera (Sam Elliott), dramacie CBS Pirat (The Pirate, 1978) z Franco Nero, przygodowym filmie telewizyjnym ABC z gatunku płaszcza i szpady Znak Zorro (The Mark of Zorro, 1974) jako Teresa z Frankiem Langellą w roli tytułowej oraz dramacie sensacyjnym Teda Posta Porządni faceci ubierają się na czarno (Good Guys Wear Black, 1978) z Chuckiem Norrisem. Była brana pod uwagę do roli Lois Lane w filmie Superman (1978), którą ostatecznie zagrała Margot Kidder.
W 1981 zadebiutowała na nowojorskiej scenie off-broadwayowskiej jako Maude Mix w przedstawieniu A Coupla White Chicks Sitting Around Talking. W 1982 wspólnie z mężem Terrym Jastrowem napisała, wyprodukowała i zagrała w Waltz Across Texas. W 1988, w jednej z edycji Williamstown Theatre Festival wystąpiła jako madame De Tourvel w sztuce Christophera Hamptona Niebezpieczne związki z Dianne Wiest, Dwightem Schultzem i Megan Follows.
Kinowa kreacja sympatycznej, torturowanej i zdradzanej żony Beth Gallagher w dreszczowcu psychologicznym Adriana Lyne Fatalne zauroczenie (Fatal Attraction, 1987) z Michaelem Douglasem i Glenn Close przyniosła jej nominację do Oscara, Złotego Globu i nagrody BAFTA dla najlepszej aktorki drugoplanowej. W dreszczowcu sensacyjnym Phillipa Noyce’a Czas patriotów (Patriot Games, 1992) wg bestsellerowej powieści Toma Clancy’ego była żoną Jacka Ryana (Harrison Ford). W 1994 wraz z obsadą otrzymała specjalny Złoty Glob za udział w komediodramacie Roberta Altmana Na skróty (Short Cuts, 1993), w których zagrała Claire Kane, która była w konflikcie moralnym z powodu wątpliwego zachowania męża (Fred Ward) w weekendowy wyjazd na ryby. W 1995 znalazła się na 62. miejscu listy 100. najseksowniejszych gwiazd w historii sporządzony przez magazyn „Empire”.

## Życie prywatne
16 sierpnia 1969 wyszła za mąż za Williama Davisa, z którym ma syna Thomasa Williama „Tommy’ego” (ur. 18 sierpnia 1972). Jednak 21 listopada 1978 doszło do rozwodu. 10 grudnia 1978 poślubiła Terry’ego Jastrowa, producenta i reżysera filmowego, aktora i scenarzystę. Mają syna Jeffreya Tuckera (ur. 18 października 1984).
Jest wyznawcą ruchu religijnego zwanego scjentologią.

## Filmografia
- Cancel My Reservation (1972) jako Deborah Moon
- Rodeo życia (The Honkers, 1972) jako Crazy Hollister
- The Blue Knight (1973) jako Laila
- Bob i Carol i Ted i Alice (Bob & Carol & Ted & Alice, 1973) jako Carol Sanders
- Amerykański chłopak (The All-American Boy, 1973) jako Drenna Valentine
- Znak Zorro (The Mark of Zorro, 1974) jako Teresa
- Ostatni rejs „Czarnej Perły” (The Log of the Black Pearl, 1975) jako Lila Bristol
- Lifeguard (1976) jako Cathy
- A Matter of Wife... and Death (1976) jako Carol
- The Dark Side of Innocence (1976) jako Nora Hancock Mulligan
- Trackdown (1976) jako Barbara
- Siódma Aleja (Seventh Avenue, 1977) jako Myrna Gold
- Porządni faceci ubierają się na czarno (Good Guys Wear Black, 1978) jako Margaret
- Paradise Alley (1978) jako Annie
- Pirat (The Pirate, 1978) jako Jordana Mason
- Hero At Large (1980) jako J. Marsh
- Podnieść Titanica (Raise the Titanic, 1980) jako Dana Archibald
- Zielony lód (Green Ice, 1981) jako Holbrook
- The Family Tree (1983) jako Annie
- The Sky's No Limit (1984) jako dr Susan Keith Browning
- Prawdziwa twarz (The Naked Face, 1984) jako Ann Blake
- Zdławiony krzyk (Too Scared to Scream, 1985) jako Kate
- The Check Is in the Mail... (1986) jako Peggy Jackson
- A Different Affair (1987) jako Jordana Mason
- Fatalne zauroczenie (Fatal Attraction, 1987) jako Beth Gallagher
- Siła Wiary (Leap of Faith, 1988) jako Debby Franke Ogg
- Podwójne śledztwo (Love at Large, 1990) jako panna Dolan
- Niewygodny świadek (Narrow Margin, 1990) jako Carol Hunnicut
- Domena władzy (Eminent Domain, 1990) jako Mira
- The Secret World of Spying (1992) jako dr Catherine Ryan
- Twardziel (Nails, 1992) jako Mary Niles
- Czas patriotów (Patriot Games, 1992) jako dr Caroline „Cathy” Ryan
- Ostatni który przeżył (The Last of His Tribe, 1992) jako Henriette Kroeber
- Rodzinne marzenia (Family Prayers, 1993) jako Rita Jacobs
- Na skróty (Short Cuts, 1993) jako Claire Kane
- Sidła miłości (Body of Evidence, 1993) jako Joanne Braslow
- Leslie's Folly (1994) jako Leslie
- Pracująca mama (Because Mommy Works, 1994) jako Abby
- Dom Jane (Jane’s House, 1994) jako Mary Parker
- Stan zagrożenia (Clear and Present Danger, 1994) jako Cathy Muller Ryan
- Present Tense, Past Perfect (1995) jako Kate
- Uwięziony na poddaszu (The Man in the Attic, 1995) jako Krista Heldmann
- Mojave Moon (1996) jako Julie
- Jake's Women (1996) jako Maggie
- Almost Forever (1996) jako Liza Hawkins
- Sekretne życie mojego męża (My Husband's Secret Life, 1998) jako Julia Burton
- Nico jednorożec (Nico the Unicorn, 1998) jako Julie Hastings
- Droga do Santiago (Camino de Santiago, 1999) jako Isabelle
- Niewinni (Dark Summer, 2000) jako Mama
- The Zasady walki (Art of War) (I, 2000) jako Eleanor Hooks
- Regulamin zabijania (Rules of Engagement, 2000) jako pani Mourain
- Noc wilka (Night Of The Wolf, 2002) jako Claire McNichol
- The Gray in Between (2002) jako Ursula
- Wujek Nino (Uncle Nino, 2003) jako Marie Micelli
- Słowo na L (The L Word, 2004) jako Leonare Pieszecki
- The Iris Effect (2004) jako Sarah Hathaway
- Listopad (November, 2004) jako matka Sophie
- Anioł Stróż (Man of the House, 2005) jako Molly McCarthy
- U nas w Filadelfii (It's Always Sunny in Philadelphia, 2005) jako pani Reynolds
- Decydująca gra (End Game, 2006) jako pierwsza dama
- Judicial Indiscretion (2007) jako Monica Barrett
- Skazaniec (Felon, 2008) jako Maggie
- Antique (2008) jako matka Danny’ego
- Duchy moich byłych (Ghosts of Girlfriends Past, (2009) jako Vonda Volkom